# Les Bréviaires
Les Bréviaires ist eine französische Gemeinde mit 1.326 Einwohnern (Stand: 1. Januar 2022) im Département Yvelines in der Region Île-de-France. Sie gehört zum Arrondissement Rambouillet und zum Kanton Rambouillet. Die Einwohner werden Bruyérois genannt.

## Geographie
Les Bréviaires liegt etwa 42 Kilometer westsüdwestlich von Paris und etwa sieben Kilometer nördlich von Rambouillet. Die Gemeinde gehört zum Regionalen Naturpark Haute Vallée de Chevreuse. Umgeben wird Les Bréviaires von den Nachbargemeinden Les Mesnuls im Norden und Nordosten, Saint-Rémy-l’Honoré im Nordosten, Les Essarts-le-Roi im Osten, Le Perray-en-Yvelines im Südosten, Rambouillet im Süden, Poigny-la-Forêt im Südwesten sowie Saint-Léger-en-Yvelines im Westen und Nordwesten.

## Bevölkerungsentwicklung
| Jahr                      | 1962 | 1968 | 1975 | 1982 | 1990 | 1999 | 2006 | 2013 |
| Einwohner                 | 311  | 305  | 432  | 621  | 903  | 1024 | 969  | 1260 |
| Quelle: Cassini und INSEE |      |      |      |      |      |      |      |      |

## Sehenswürdigkeiten

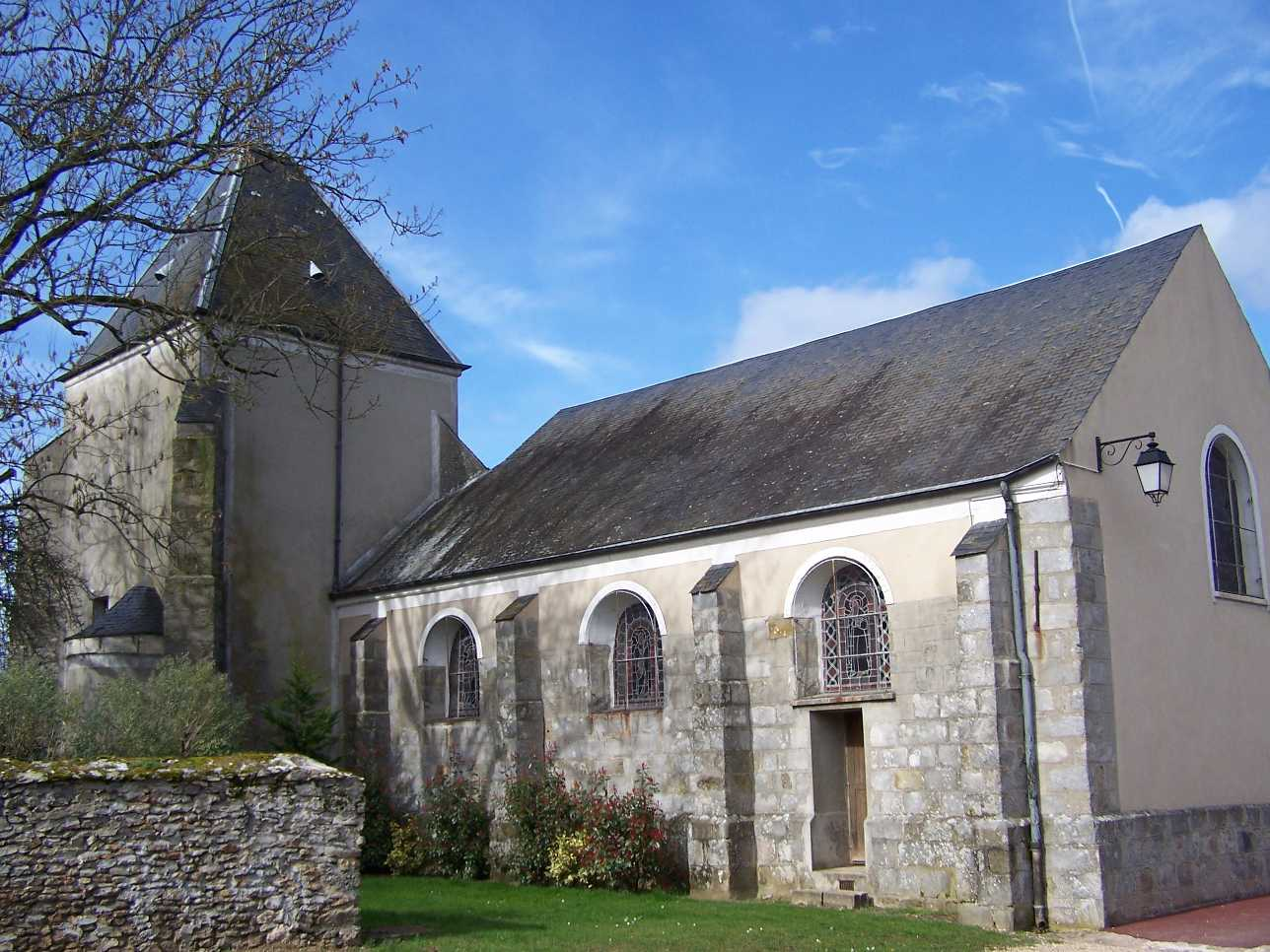
Kirche Saint-Sulpice

Siehe auch: Liste der Monuments historiques in Les Bréviaires
- Kirche Saint-Sulpice, ursprünglich von 1555, heutiger Bau aus dem 19. Jahrhundert
- Schloss Les Bréviaires, im 18. Jahrhundert zerstört, im 19. Jahrhundert mit Park neu erbaut
- Schloss La Mare